# 赫利比欽
48°28′10″N 25°15′52″E / 48.46944°N 25.26444°E
赫利比欽（烏克蘭語：Хлібичин），是烏克蘭西部的村莊，隸屬伊萬諾-弗蘭科夫斯克州的科洛梅亞區。該村始建於1700年，面積7.7平方公里，2001年人口573，人口密度每平方公里74.9人。